# الموبرة (رصد)

تعديل مصدري - تعديل

الموبره هي إحدى قرى عزلة القارة بمديرية رصد التابعة لمحافظة أبين، بلغ تعداد سكانها 104 نسمة حسب تعداد اليمن لعام 2004.